# Knoblauchöl

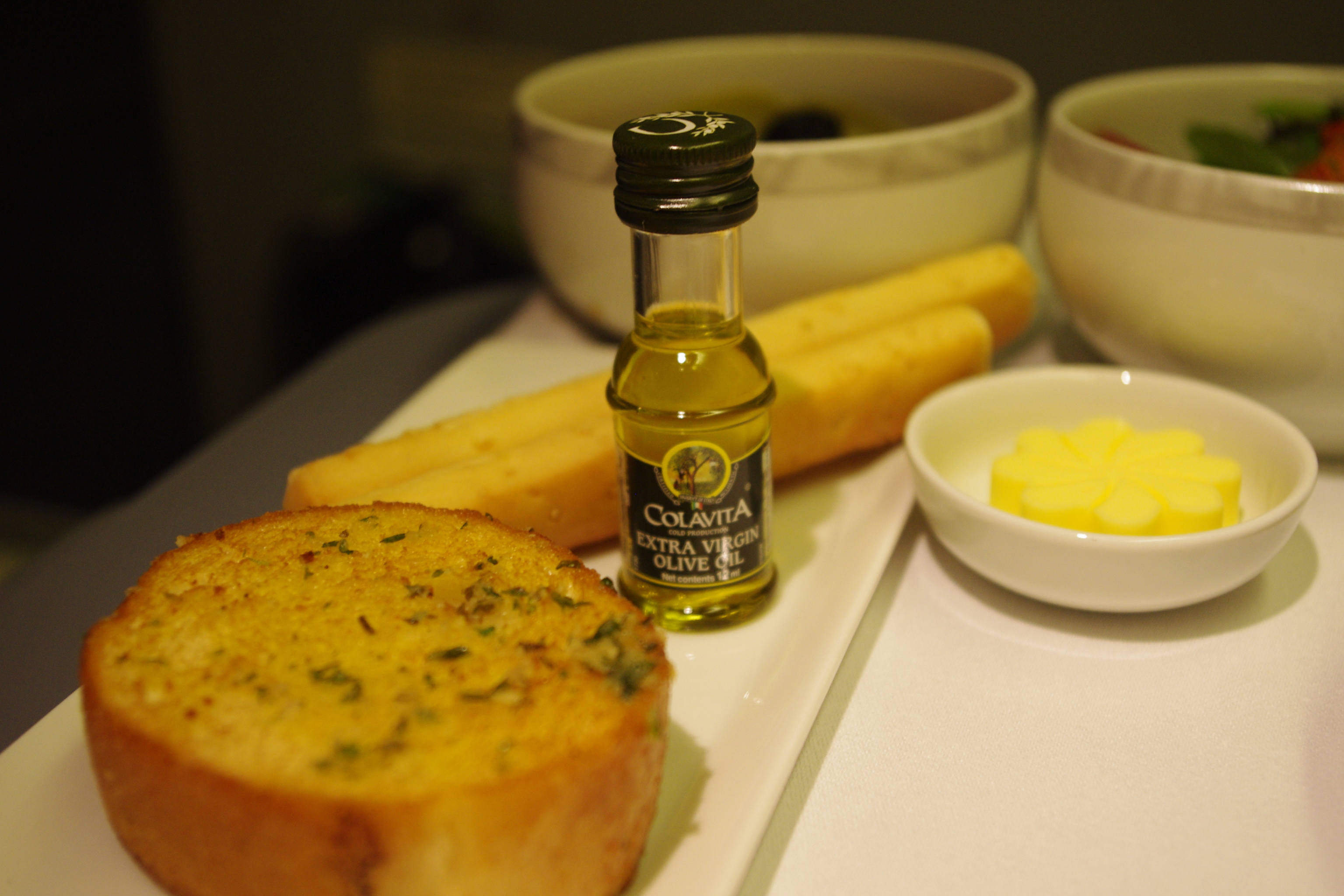
Knoblauchöl kann zum Würzen von Lebensmitteln verwendet werden.

Knoblauchöl ist das aus Knoblauch gewonnene ätherische Öl. Es wird in der Regel durch Wasserdampfdestillation hergestellt und kann auch durch Extraktion mit Ether hergestellt werden. Es wird beim Kochen und als Würzmittel, Nahrungsergänzungsmittel und auch als Insektizid verwendet.

## Herstellung

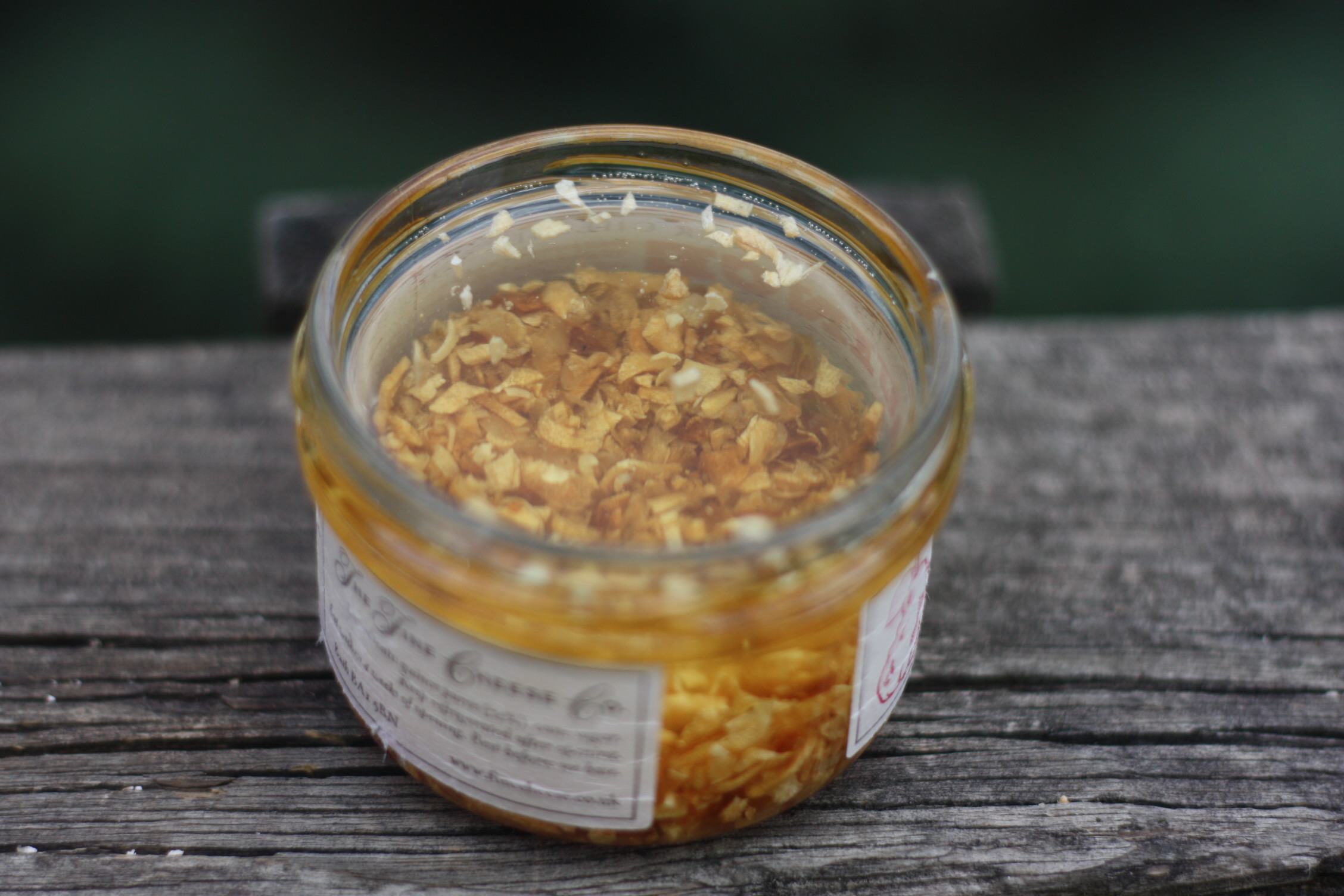
Knoblauchöl kann auch durch Einweichen von Knoblauch in Pflanzenöl hergestellt werden.

Knoblauchöl wird durch Wasserdampfdestillation hergestellt. Dabei wird zerkleinerter Knoblauch gedämpft. Das Kondensat enthält nach der Destillation das Öl. Um etwa 1 Gramm reines dampfdestilliertes Knoblauchöl herzustellen, werden etwa 500 Gramm Knoblauch benötigt. Unverdünntes Knoblauchöl hat die 900-fache Stärke von frischem Knoblauch und die 200-fache Stärke von dehydriertem Knoblauch. Ether kann auch verwendet werden, um Knoblauchöl zu extrahieren.
Eine andere Art von Knoblauchöl wird durch das Einweichen von gewürfeltem oder zerdrücktem Knoblauch in Pflanzenöl hergestellt. Dabei entsteht kein reines Knoblauchöl, sondern ein mit Knoblauch angereichertes Öl.

## Eigenschaften
Knoblauchöl enthält flüchtige Schwefelverbindungen wie Diallyldisulfid, einen 60%igen Bestandteil des Öls. Dampfdestilliertes Knoblauchöl hat typischerweise einen stechenden und unangenehmen Geruch und eine bräunlich-gelbe Farbe. Sein Geruch wurde der Anwesenheit von Diallyldisulfid zugeschrieben.

Der Geruch von Knoblauchöl beruht auf die Anwesenheit von Diallyldisulfid.

## Verwendung

### Knoblauchöl
Knoblauchöl wird als Nahrungsergänzungsmittel verwendet und wird manchmal in Form von Kapseln vermarktet, die mit anderen Zutaten verdünnt werden können. Einige kommerzielle Präparate werden mit unterschiedlichen Verdünnungsstufen hergestellt, z. B. gibt es ein Präparat, das 10 % Knoblauchöl enthält. Die traditionelle Medizin besagt, dass Knoblauchöl antimykotische und antibiotische Eigenschaften hat, aber es gibt keine klinische Forschung, die solche Wirkungen bestätigt.

### Knoblauch in Pflanzenöl
Öl mit Knoblauchgeschmack wird zum Kochen und Würzen hergestellt. Manchmal wird es auch als Zutat in Gewürzmischungen verwendet. Dieses Öl unterscheidet sich von ätherischem Knoblauchöl und beinhaltet typischerweise die Verwendung von gehacktem, mazeriertem oder zerdrücktem Knoblauch, der in verschiedene Pflanzenöle gegeben wird, um das Öl zu würzen.